# 3-丁炔-1-醇
3-丁炔-1-醇是一种有机化合物，化学式为C4H6O，它是合成天然产物的重要中间体。

## 合成与反应
3-丁炔-1-醇可由乙炔在液氨中和锂反应，再和环氧乙烷反应制得；或通过4-氯-2,3-二氢呋喃在四氢呋喃中和钠反应得到。它也可由乙炔和乙基溴化镁反应，再和环氧乙烷反应制得。
它和4-氟碘苯在三乙胺存在下、碘化亚铜和二氯化二(三苯基膦)钯催化下反应，可以得到4-(4-氟苯基)-3-丁炔-1-醇。